# Flottiljpolis
Flottiljpolis var en civilmilitär befattning vid svenska flygvapnets flygflottiljer som ansvarade för räddnings-, brand- och vakttjänst. Organisationen infördes successivt från hösten 1949 vid Flygvapnet i syfte att minska fredsbehovet av värnpliktiga, men även för att få en specialutbildad fastanställd personal. Befattningen utgick under 1970-talet och ersattes av bevakningschef.